# Jakob Anund
Jakob Anund (Anund Jakob) byl švédským králem v letech 1022–1050. Podle ságy Heimskringla se narodil 25. července v roce 1008 nebo 1010.
Když byl zvolen spoluvládcem Švédska, lidé měli problémy s jeho neskandinávským jménem a dali mu přízvisko Anund, které náleželo těm, jejichž jména jim přišla příliš složitá (byl to i případ jiného švédského krále jménem Anund Gårdske). Podle Västgötalagenu se mu říkalo Kolbränna („spalovač uhlí“), protože měl ve zvyku spalovat domy svých odpůrců.

## Vláda
Snažil se udržet rovnováhu moci ve Skandinávii, proto ve dvacátých a třicátých letech 11. století podporoval Olafa II. Norského a Magnuse I. Norského proti dánskému králi Knutovi Velikému. V bitvě u Helgeå byli Anund a Olaf Knutem poraženi. Podle archeologických nálezů Knut razil mince v Sigtuně a někteří historici mají za to, že si na nějaký čas podrobil klíčová švédská území okolo jezera Mälaren.
Když se Magnus I. stal v roce 1042 také králem Dánska, Jakob ho až do jeho smrti v roce 1047 podporoval. Jeho vláda se odhaduje od roku 1022 do zhruba roku 1050, ale ohledně roku jeho smrti panují nejasnosti. Zřejmě byl naživu ještě v roce 1049.
Jeho manželkou byla Gunnhildr Sveinsdóttir. Někdy je manželství označováno jako bezdětné, někdy se jako jejich potomek uvádí dcera Gyda. Je možné, že Gyda byla dcera Anunda a jiné ženy a Gunnhildr byla její nevlastní matka. Okolo roku 1047 se Gyda vdala za dánského krále Svena II., který nějaký strávil v exilu u švédského dvora, ale brzy zemřela (v roce 1048 nebo 1049). Za Svena se poté provdala Jakobova vdova.
Hervarar saga o Jakobovi nemá moc co říci:
| Önundr hét sonr Óláfs konungs sænska, er konungdóm tók eptir hann ok varð sóttdauðr. Á hans dögum fell Óláfr konungr inn helgi á Stiklastöðum. Eymundr hét annarr sonr Óláfs sænska, er konungdóm tók eptir bróður sinn. | Král Olof Švéd měl syna jménem Önund, který byl jeho nástupcem. Zemřel ve své posteli. V jeho době zemřel Olaf Svatý u Stiklestadu. Olaf Švéd měl dalšího syna jménem Eymund, který se dostal na trůn po svém bratrovi. |  |